# Dentalium oerstedii
Dentalium oerstedii är en blötdjursart som beskrevs av Morch 1861. Dentalium oerstedii ingår i släktet Dentalium och familjen Dentaliidae. Inga underarter finns listade i Catalogue of Life.